# Венгерское телевидение
Венгерское телевидение (венг. Magyar Televízió / MTV) — венгерская государственная телекомпания в 1954—2015 годах.

## История

### Ранние годы (1954—1969)
В гостинице «Геллерт» в 1936 году состоялись первые попытки телевещания в Венгрии. В 1954 году началось тестовое вещание: в рамках этих экспериментов на телеприёмниках транслировались небольшие видеозаписи и фоторяды. 23 февраля 1957 тестовое вещание обрело постоянную основу, а 1 мая 1957 во время празднования Дня весны и труда в Венгрии началось регулярное телевещание. 2 июля 1957 вышел первый выпуск новостей — телепрограмма «Híradó». 18 августа вместе с Венгерским радио произошло объединение Венгерского телевидения в корпорацию «Венгерское радиотелевидение» (Magyar Rádió és Televízió, MRT). На его основе появилась Международная организация радиовещания и телевидения, более известная как «Интервидение» (в его структуру первыми вошли ЧССР, ГДР, Венгрия и Польша).
Число зрителей в 1959 году достигло 50 тысяч. В 1960 году открылся телеархив Венгерского радиотелевидения. К 1964 году численность телезрителей выросла до 2,7 миллиона человек (в среднем от 3 до 5 зрителей на телеприёмник). По данным 1965 года, 46 % жителей Венгрии, живших в зоне телевещания, предпочли телевидение чтению книг (25 %) и радиовещанию (10 %). В 1966 году по телевидению были показаны 23 театральные постановки в Будапеште и 20 в других городах, в том же году были показаны 25 телефильмов и 5 мюзиклов. В 1969 году число зрителей выросло до 4 миллионов, и в том же году началось цветное телевещание: был показан фильм Белы Бартока «Чудесный мандарин».

### Стремительный рост (1970—1980)
Переход на цветное телевещание завершился в 1971 году, в том же году начались тестовые трансляции Второго канала Венгерского телевидения. Эта декада стала самой продуктивной в истории венгерского телевидения, поскольку общий объём телевещания составлял тысячи часов. 12 мая 1974 года Венгерское радио и Венгерское телевидение были объединены в Государственный комитет по телевидению и радиовещанию (Állami Rádió és Televízió Bizottság).

### Дальнейшее расширение (1980—1990)
Ежегодно объём телевещания составлял 4300 часов (по 83 часа в неделю). В 1981 году появился сервис телетекста «Képújság» (с венг. — «Газета с картинками»), который стал использоваться во всех телевизорах. Открылись новые телепередачи «Ablak» (с венг. — «Окно») и «Panoráma» (выпуск международных новостей). В 1984 открылся телепередатчик в Пече, в Секешфехерваре началось кабельное телевещание. Телепередача RTV стала одной из самых популярных (1,4 миллиона зрителей еженедельно).
В 1985 году главная линия политики Венгерского телевидения изменились: запуск теленовеллы «Рабыня Изаура» привёл к рождению венгерских теленовелл. 7 мая 1987 начали показ телесериала «Соседи» (венг. Szomszédok), который транслировали каждые две недели по четвергам. К концу 1980-х годов начались эксперименты по переходу на цифровое телевещание. С 1988 года в рамках политики помощи пенсионерам лица старше 70 лет были освобождены от уплаты лицензионного сбора, а в том же году началось вещание на других языках (Печ и Сегед). Вторая программа Венгерского телевидения получила более обширные права.
В 1989 году вещание продолжалось по пять дней в неделю. Исключения из этого правила делались только во время трансляции полёта космонавта Берталана Фаркаша. В 1989 году начал вещание тележурнал «Nap-kelte» (с венг. — «Восход солнца»), который стал основной телепередачей новой телекомпании «Nap-TV».

### Трудные времена (1990—2000)
После распада СССР и краха социализма в Венгерском телевидении начались перестановки: ряд передач был закрыт, а ряд ведущих лишился работы. Руководство менялось стремительно, как и телепередачи. 1 января 1993 MTV вошло в состав Европейского вещательного союза. В 1992 году был открыт частный телеканал Duna TV, который, однако, сотрудничал с MTV. В том же году началось коммерческое кабельное телевещание в Будапеште. 21 декабря 1995 года была создана Национальная комиссия по радио и телевидению (Országos Rádió és Televízió Testület).
В 1997 году был запущен телеканал TV 2 на той частоте, где вещал ранее M2, однако MTV выразил протест против этого, поскольку боялся потерять аудиторию (мог пострадать и телеканал RTL Klub). В итоге частоту оставили пустой и выделили новую частоту TV2, а M2 стал только кабельным и спутниковым. Вещание MTV-2 велось в тех местах, где его ранее почти не было, что стало своеобразным гандикапом для компании.
Основной информационной программой стал вечерний выпуск новостей «Az Este». В то же время были запущены новые передачи: научно-информационная программа «Delta», а также еженедельная аналитическая программа «Ablak». К концу 1990-х телекомпания полностью перешла под контроль правительства, что вызвало поток критики в её адрес и обвинения в поддержке проправительственной точки зрения.

### Кризис и пути из выхода (2000—н.в.)
Недостаток финансирования привёл к укорачиванию и упрощению сетки вещания. Телекомпания MTV стала закрытым акционерным обществом после перехода под контроль правительства. В 2000 году MTV1 было переименовано в M1, MTV2 — в M2. В 2002 году прекратила действие её лицензия на телевещание, что поставило телекомпанию на грань исчезновения. Единственное финансирование осуществляло только Правительство Венгрии, что привело к снижению качества телепередач.
Прокатившиеся в 2006 году массовые беспорядки привели к тому, что вещание временно прекратилось, когда бунтующие ворвались в здание телецентра и временно захватили его. Ещё одной проблемой стали постоянные попытки закрытия то M1, то M2. 1 августа 2008 года MTV запустило версию телеканала M2 в стандарте разложения 1080i, в 23 декабря — версию телеканала M1. К 2010 году было продано здание телецентра, и сейчас ведутся вопросы о том, где будет находиться штаб-квартира Венгерского телевидения.
Вместе с тем MTV остаётся инициатором многих новых телепроектов: в 2012 году был запущен телеканал M3D, на котором впервые началось 3D-телевещание.
1 июля 2015 года MTV, MR, Duna Televízió и Венгерское телеграфное агентство были объединены в Duna Média (полное название — Duna Médiaszolgáltató — «Дунайская медиаслужба»).

## Телеканалы

### Специализированные телеканалы
- M3
- M4 Sport
- M5
- M6

## Управление и финансирование
Финансирование телекомпании осуществляется при помощи субсидий от государства и доходами от рекламы. Бюджет телекомпании на 2006 год составлял 19,5 млрд венгерских форинтов (примерно 72 млн евро). Возглавляется советом директоров (Igazgatóságok) и Генеральным директором (Vezérigazgató). Венгерское телевидение является членом Европейского вещательного союза, с 2011 года активно сотрудничает с Венгерским радио. Главный телецентр располагается на будапештской Площади Свободы.